# Interpol (groupe)
Pour les articles homonymes, voir Interpol (homonymie).
Interpol est un groupe de rock indépendant américain, originaire de New York. 
Formé en 1997, le groupe se compose initialement  de Paul Banks (chant, guitare rythmique), Daniel Kessler (guitare, chœurs), Carlos Dengler (basse, claviers) et Greg Drudy (batterie, percussions).
En 2000, Greg Drudy quitte le groupe et est remplacé par Sam Fogarino. 
En 2010, peu après avoir enregistré leur quatrième album, Carlos Dengler quitte le groupe pour se consacrer à ses propres projets.
Ils ont sorti six albums studio : Turn on the Bright Lights (2002), Antics (2004), Our Love to Admire (2007), Interpol (2010), El Pintor (2014) et Marauder (2018).
Le groupe associé à la scène indépendante new-yorkaise, devient une référence du post-punk revival dans les années 2000.

## Biographie

### Origines et débuts (1997–2001)
Interpol est formé en 1997 à New York par le guitariste Daniel Kessler et le batteur Greg Drudy (qui par la suite quittera le groupe et sera remplacé par Sam Fogarino). En 1998, après avoir rencontré Daniel Kessler à Paris lors d'un voyage d'études, Paul Banks intègre le groupe.
Le groupe enregistre alors quelques singles et EPs qui apparaissent sur des compilations.
Leur premier EP intitulé Fukd ID 3 sort avec le label Chemikal Underground basé à Glasgow.
Durant cette période, Interpol joue dans le bar mythique « Luna Lounge » à New York avec des groupes comme The Strokes, The National, Longwave et Stellastarr.

### Turn on the Bright LightsetAntics(2002–2005)

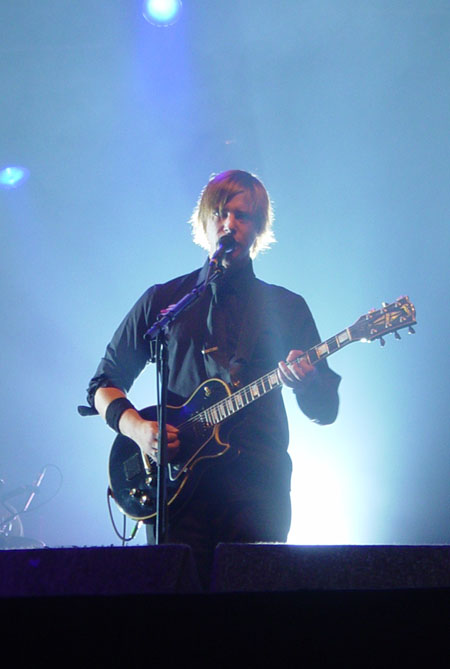
Paul Banks, chanteur d'Interpol, jouant au Roskilde Festival, au Danemark en 2005.

Interpol sort son premier album Turn on the Bright Lights sur le label Matador, le 19 août 2002. 
L'album est un succès critique, et est classé parmi les meilleurs disques de l'année 2002. 
La chanson Untitled est entendue dans le dernier épisode de la saison 9 de la sitcom Friends, diffusé en 2003.
Interpol a souvent été comparé au groupe Joy Division, particulièrement au moment de la sortie de Turn on the Bright Lights. 
Cependant, les membres du groupe affirment ne pas avoir écouté suffisamment de Joy Division pour être véritablement influencés.  
Sur le morceau Not Even Jail (de l'album Antics), Paul Banks chante : « Give some meanings to the means to your end », ce qui peut être considéré comme un clin d'œil à Joy Division, dont un des titres les plus célèbres s'intitule A Means to an End.
Interpol devenant populaire en 2002, les journalistes musicaux commencent à s'intéresser au quartier East Village situé à Manhattan (New York). En effet, des groupes tels que les Strokes et les Yeah Yeah Yeahs, issus également de ce quartier, émergent à la même période. 
Ces groupes ont toutefois peu de caractéristiques communes, sinon leur origine.
Déjà habitués du CMJ Music Marathon, qui se tient annuellement dans leur ville d'origine, Interpol participe à plusieurs festivals de musique, dont Coachella, Reading, Glastonbury, en plus de la tournée Curiosa durant l'été 2004 avec The Cure, Mogwai et The Rapture.
Leur deuxième album Antics parait le 28 septembre 2004. Le disque considéré comme moins sombre est bien accueilli par la critique.
En 2005, ils enregistrent le morceau Direction pour la série télévisée américaine Six Feet Under. 
La chanson est enregistrée en avril avant un concert. 
Ils apparaissent la même année dans une compilation pour le 15e anniversaire de Matador Records. 
Turn on the Bright Lights est, au moment de la sortie de Antics, la meilleure vente de l'histoire de ce label indépendant.
Carlos Dengler, connu aussi sous le diminutif Carlos D. est alors un disc jockey bien connu à New York. 
Daniel Kessler, qui a travaillé pour le label Domino Records, est considéré comme un membre très important du groupe et a permis d'aider Interpol à ses débuts grâce à ses connaissances dans l'industrie du disque.

### Our Love to Admire(2006–2008)
En août 2006, le groupe quitte Matador pour signer chez Capitol Records. 
Interpol a vendu plus de 435 000 copies de ses deux premiers albums avec Matador Records.
Le groupe enregistre son troisième album en novembre 2006. Il sort le 10 juillet 2007 et s'intitule Our Love to Admire. 
Treize titres sont enregistrés mais seulement onze paraissent sur l'album, les deux autres titres figurant sur les singles. 
Avant la sortie de l'album, seulement trois titres de celui-ci ont été joués en concert : Pioneer to the Falls, The Heinrich Maneuver et Mammoth (Pawn Shop). 
The Heinrich Maneuver est le premier single extrait du troisième opus, sorti le 7 mai 2007 suivi de Mammoth (3 septembre 2007) et de No I In Threesome (3 décembre 2007).

### Interpol(2009–2011)

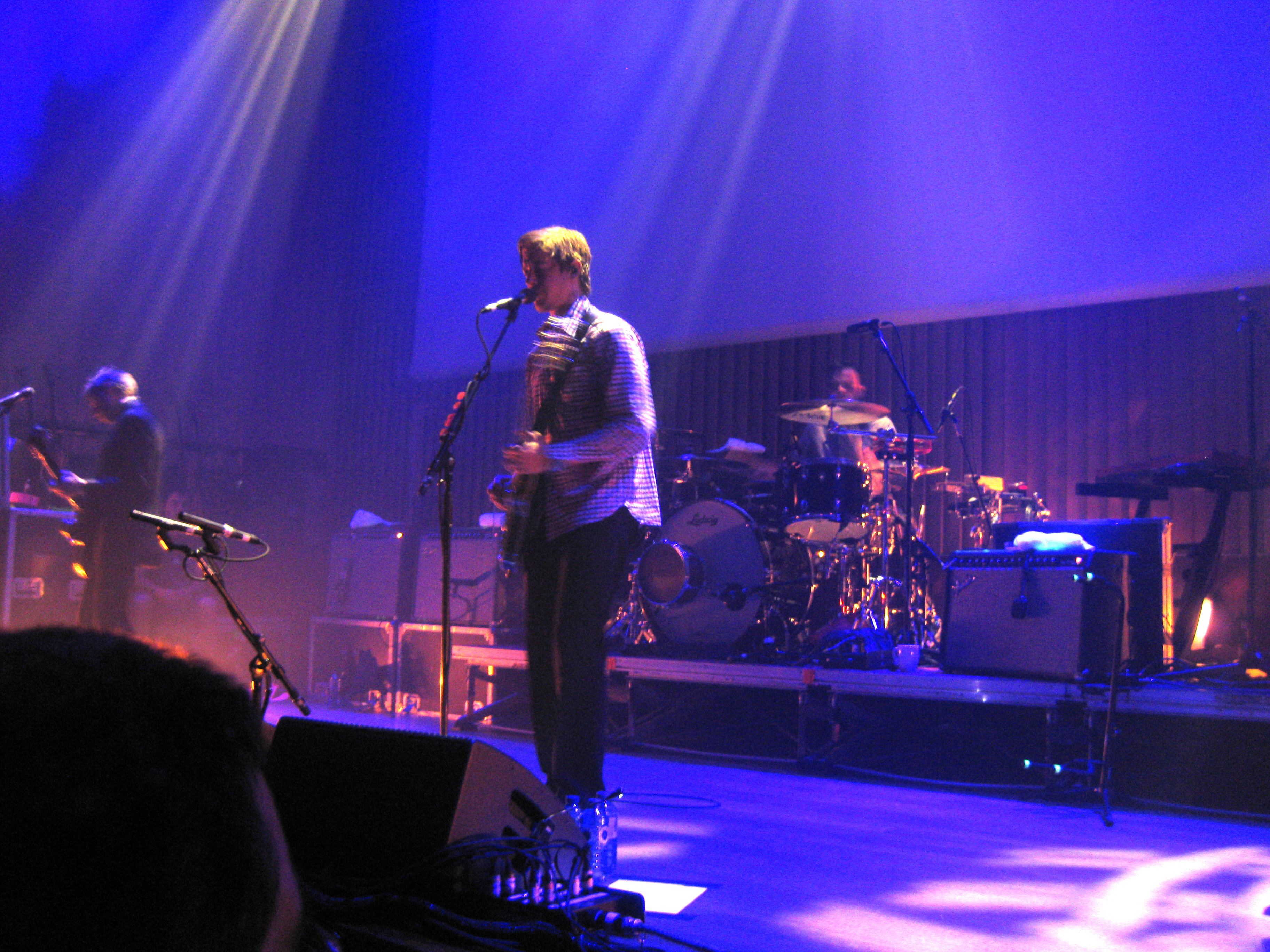
Interpol durant un concert en 2010.

En 2010, Interpol assure la première partie de certains concerts de la tournée 360° Tour du groupe U2. À la fin avril 2010, Interpol met en ligne sur son site officiel le premier extrait du nouvel album : Lights. Le départ de Carlos Dengler est annoncé.
Un quatrième album, appelé simplement Interpol, est publié le 7 septembre 2010. 
Il est enregistré dans les studios Electric Lady au printemps 2009. 
Durant une interview, Fogarino confie que l'album est revenu au style musical de Turn On the Bright Lights.

### Pause etEl Pintor(2012–2016)
À la fin de l'été 2013, le groupe annonce que l'écriture du cinquième album est en cours pour une sortie en 2014. 
L'enregistrement de l'album se déroule au cours de l'automne 2013 aux studios Electric Lady et Atomic Sound à New York avec l'aide de l’ingénieur du son James Brown. 
En juin 2014, le groupe annonce la sortie de El Pintor pour le 8 septembre 2014. Son mixage a été confié à Alan Moulder. 
Pour la première fois, Paul Banks y joue de la basse et devient ainsi le bassiste du groupe.

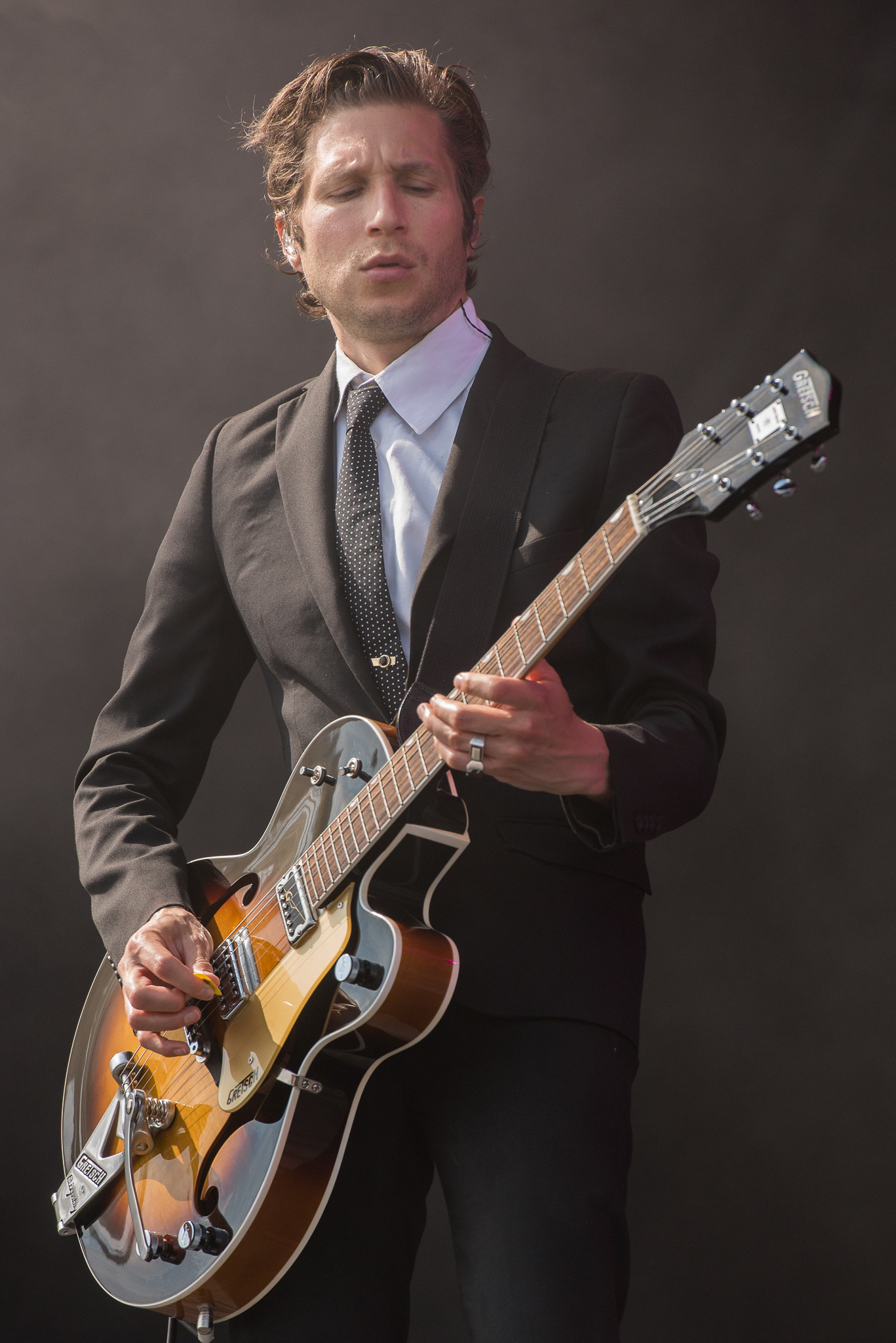
Daniel Kessler, guitariste d'Interpol, durant le festival Rock am Ring en 2015.

El Pintor est suivi par un album remix, El Pintor Remixes, qui comprend des remixes effectués par des artistes de musique électronique comme Panda Bear, Factory Floor et The Field.

### Marauder
En septembre 2016, Paul Banks révèle lors d'un entretien avec Beats 1 qu'Interpol prépare un nouvel album. 
En janvier 2017, le groupe annonce un sixième album pour 2018, ainsi qu'une tournée spéciale pour les 15 ans de Turn on the Bright Lights durant laquelle ils joueront leur premier album dans son intégralité.
Le clip de la chanson If You Really Love Nothing est mis en ligne sur YouTube le 23 août 2018. Il met en scène l'actrice Kristen Stewart et l'acteur Finn Wittrock.
L'album Marauder sort le 24 août 2018.

## Discographie

### Albums studio
- 2002 : Turn on the Bright Lights (Matador Records)
- 2004 : Antics (Matador Records)
- 2007 : Our Love to Admire (Capitol Records)
- 2010 : Interpol (Matador Records)
- 2014 : El Pintor (Matador Records)
- 2018 : Marauder (Matador Records)
- 2022 : The Other Side of Make-Believe (Matador Records)

### EPs
- Demo Tape (1998)
- FuKd I.D. #3 (11 décembre 2000) Chemikal Underground
- Precipitate EP (1er janvier 2001)
- Interpol EP (4 juin 2002) Matador
- The Black EP (26 août 2003) EMI
- Interpol Remix EP (22 novembre 2005) Matador

## Membres

### Membres actuels
- Paul Banks (depuis 1997) : Chant, Guitare, Basse
- Daniel Kessler (depuis 1997) : Guitare, Chœurs
- Sam Fogarino (depuis 2000) : Batterie, Percussions

### Anciens membres
- Greg Dudy (1997-2000) : Batterie
- Carlos Dengler (1997-2010) : Basse

### Accompagnements sur scène
- Brandon Curtis (depuis 2010) : Clavier, Chœurs
- Brad Truax (depuis 2011) : Basse, Chœurs

### Anciens accompagnements sur scène
- Eric Altesleben (2002-2003) : Clavier, Chœurs
- Frederic Blasco (2004-2005) : Clavier, Chœurs
- Farmer Dave (2007-2008) : Clavier, Chœurs
- David Pajo (2010-2011) : Basse, Chœurs